# میرزا حسن طاهرزاده
میرزا حسن طاهرزاده (ترکی آذربایجانی: Mirzə Həsən Tahirzadə; ۳۰ مهٔ ۱۸۳۷ – ۲۱ ژوئن ۱۸۹۳) مدرس و فقیه آذربایجانی و چهارمین شیخ‌الاسلام قفقاز بود.

## شرح حال
میرزا حسن طاهرزاده ۳۰ ماه مه سال ۱۸۳۷ در روستا «کنگرلی» استانداری شوشی (هم‌اکنون: روستای کنگرلی شهرستان ترتر) زاده شد. دودمان وی اصالتاً از روستای گرمارود شهرستان سراب بود. پس از گذراندن تحصیلات ابتدایی نزد پدرش، به ادامه تحصیل در مدرسه «طالبیه» تبریز پرداخت. فعالیت‌های مذهبی خود را در ۸ آوریل سال ۱۸۵۹ در روستای قاپان‌لی بالای شهرستان ترتر شروع کرد.

## فعالیت
میرزا حسن طاهرزاده در تاریخ ۲۱ اوت ۱۸۷۱ به خدمت سربازی رفت و به عنوان آخوند گردان چهارم سربازان مسلمان خدمت کرد. در سال ۱۸۷۶ در کنگره بین‌المللی مستشرقان در سن پترزبورگ حضور یافت. به دنبال درگذشت میرزا شفیع واضح، رئیس دانشگاه شاهنشاهی سن پترزبورگ، درخواست استخدام متقاضیان برای پست خالی مدرس زبان فارسی را اعلام کرد. میرزا حسن یکی از سه متقاضی بود. بقیه «میرزا تقی عبدالله‌بیگف»، مترجم فارسی استان آستاراخان، و «اسماعیل‌بیگ نبی‌بیک‌اوغلو، معلم دانشگاه آسیا بودند. درخواست‌ها در ۲۳ سپتامبر ۱۸۷۸ در جلسه دانشکده زبان‌های شرقی دانشگاه یاد شده مورد بررسی قرار گرفت. در نتیجه رای‌گیری، میرزا حسن طاهرزاده به اتفاق آرا با هشت رأی موافق به عنوان معلم زبان فارسی انتخاب شد». وی بین ۲۵ سپتامبر ۱۸۷۸ تا ۴ مه ۱۸۷۹ در این دانشگاه مشغول به تدریس شد.
میرزا حسن از ۱۱ اوت سال ۱۸۸۰ تا ۱۸۸۱ به عنوان قاضی (حاکم شرع) در شهر شوشی کار کرد. از تاریخ ۳ آوریل ۱۸۸۲ تا ۵ سپتامبر ۱۸۸۵ در مدرسه «رئالنی» شوشی به تدریس احکام اسلام و زبان‌های ترکی آذربایجانی و فارسی پرداخت.
۵ سپتامبر ۱۸۸۵ بود که میرزا حسن طاهرزاده به سمت ریاست اداره روحانیون مسلمانان ماوراء قفقاز انتخاب شد و عنوان شیخ الاسلام را دریافت کرد. او در گزارش خود به الکساندر سوم متذکر شده‌است که به جامعه خود دستور داده‌است که به کتاب مقدس، مزامیر داوود، انجیل به اندازه قرآن احترام بگذارند و بین کلیساها و مساجد تمایزی قائل نشوند.
میرزا حسن طاهرزاده ۲۱ ژوئن سال ۱۸۹۳ در شهر تفلیس درگذشت و عبدالسلام آخوندزاده جانشین او شد.